# Parlamentní volby v Rakousku 2024
Parlamentní volby v Rakousku se uskutečnily 29. září 2024. Voliči v nich zvolili 183 nových poslanců Národní rady Rakouska.

## Výsledky

Mapa výsledků podle okresů

| Kandidující subjekt    | FPÖ           | ÖVP           | SPÖ            | NEOS                  | Zelení        |
| ---------------------- | ------------- | ------------- | -------------- | --------------------- | ------------- |
| Volební lídr           | Herbert Kickl | Karl Nehammer | Andreas Babler | Beate Meinl-Reisinger | Werner Kogler |
| Počet hlasů            | 1 403 497 ▲   | 1 277 949 ▼   | 1 025 753 ▲    | 442 544 ▲             | 397 679 ▼     |
| Podíl                  | 28,9 % ▲      | 26,3 % ▼      | 21,1 % ▼       | 9,1 % ▲               | 8,2 % ▼       |
| Získané mandáty        | 57 ▲          | 51 ▼          | 41 ▲           | 18 ▲                  | 16 ▼          |
| Předchozí volby (2019) | 16,2 % (31)   | 37,5 % (71)   | 21,2 % (40)    | 8,1 % (15)            | 13,9 % (26)   |

| Kandidující subjekt | Volební lídr       | Výsledek             | Přechozí volby (2019) |
| ------------------- | ------------------ | -------------------- | --------------------- |
| KPÖ                 | Tobias Schweiger   | 2,38 % – 115 695 hl. | 0,7 % – 32 736 hl.    |
| BIER                | Dominik Wlazny     | 2,01 % – 97 804 hl.  | 0,1 % – 4 946 hl.     |
| LMP                 | Madeleine Petrovic | 0,58 % – 28 226 hl.  | neexistoval           |
| KEINE               | Fayad Mulla        | 0,57 % – 27 707 hl.  | 0,5 % – 22 168 hl.    |
| MFG                 | Joachim Aigner     | 0,41 % – 19 679 hl.  | neexistoval           |
| GAZA                | kolektivní vedení  | 0,40 % – 19 309 hl.  | neexistoval           |
| BGE                 |                    | 0,00 % – 156 hl.     | neexistoval           |